# Élie Bonal
Pas d'image ? Cliquez ici

a Compétitions nationales et continentales officielles uniquement.

b Matchs officiels uniquement.
Élie Bonal, né le 12 février 1945 à La Salvetat (France), est un joueur français de rugby à XV et rugby à XIII.

## Biographie
Après une carrière en rugby à XV, il rejoint le rugby à XIII en 1970 prenant part à la Coupe du monde 1970 et 1975.
Ses frères, Jean-Marie et Patrick, et son neveu Sébastien Viars ont été des joueurs de rugby internationaux.

## Palmarès
- Vainqueur du Championnat de France : 1972 (Carcassonne).
- Finaliste de la Coupe de France : 1973 (Carcassonne).